# Marciano José Pereira Ribeiro
Marciano José Pereira Ribeiro (Minas Gerais, ? — São Gabriel, 4 de março de 1840) foi um médico e político brasileiro.
Formado em medicina em Edimburgo.  Foi deputado provincial eleito à 1ª Legislatura da Assembleia Provincial do Rio Grande do Sul. Era 3° vice-presidente da província do Rio Grande do Sul, ao estourar a Guerra dos Farrapos, quando Porto Alegre foi dominada pelos farroupilhas. Enquanto o presidente da província fugia, e os outros vice-presidentes não eram considerados confiáveis, assumiu como presidente interino duas vezes, de 21 de setembro de 1835 a 16 de fevereiro de 1836 e de 28 de março a 15 de junho de 1836.
Foi preso em 1836 e enviado ao Rio de Janeiro, de onde fugiu em 1840 e retornou ao Rio Grande do Sul, entrando por São Gabriel. Sua saúde já estava abalada, falecendo pouco tempo depois.